# Humaira Akmal
Humaira Akmal (ur. ?) – pakistańska lekkoatletka specjalizująca się w skoku o tyczce.
Wielokrotna mistrzyni i rekordzistka kraju.

## Rekordy życiowe
- skok o tyczce – 3,05 (2009) były rekord Pakistanu[1]